# Navas de Estena
Navas de Estena – gmina w Hiszpanii, w prowincji Ciudad Real, w Kastylii-La Mancha, o powierzchni 146,54 km². W 2011 roku gmina liczyła 328 mieszkańców.